# Arteijo
Arteijo (oficialmente en gallego: Arteixo) es una villa y municipio español situado en la provincia de La Coruña, en la comunidad autónoma de Galicia. Se encuentra en el área metropolitana de La Coruña.
En Arteijo se encuentran las sedes del grupo Inditex, primer grupo textil mundial, y de su filial más importante, Zara.

## Geografía
Integrado en la comarca de La Coruña, se sitúa a trece kilómetros del centro de la capital coruñesa. El término municipal está atravesado por la autovía del Noroeste A-6 entre los pk 590 y 593, donde termina en la conexión con la autopista de peaje AG-55, que une La Coruña con Carballo. También pasan por el municipio la carretera AC-551, que une la A-6 con la carretera AC-552, que a su vez une La Coruña con Arteijo, siendo una alternativa a la de peaje. Finalmente, la carretera AC-15 permite el acceso al puerto exterior de La Coruña. 
El relieve del municipio es irregular, regado por los ríos Bolaños y Seixedo, los cuales desembocan en el océano Atlántico (el Seixedo pasa previamente por el embalse de Rosadoiro). La altitud oscila entre los 384 metros cerca del monte Carboeiro, al sureste, y el nivel del mar en la costa atlántica, que se extiende, de este a oeste, desde el puerto exterior de La Coruña hasta la ensenada de Lourido. Las playas más importantes son las de Barrañán, Valcobo y Alba. La sede del concello se encuentra a 31 metros sobre el nivel del mar. 
Arteijo linda por el norte con el océano Atlántico, por el noreste con La Coruña, por el este y sureste con Culleredo, por el sur y suroeste con Laracha y por el oeste con Carballo.

## Toponimia
Arteijo es el exónimo en castellano del topónimo Arteixo al que los estudiosos coinciden en considerar palabra de origen prerromano. Fernando Cabeza Quiles propone considerarlo derivado de una raíz art-, que significaría concavidad o depresión en la superficie del suelo y también se aplicaría para dar nombre a recipientes. Pertenecería, según esta hipótesis, a la misma familia que el sustantivo común artesa, que Corominas explica como «palabra de origen incierto, probablemente prerromano», al tiempo que la asocia con el vasco artesi ('agujero'). El nombre de Arteixo aludiría, por tanto, a su orografía en referencia al 'valle de fondo plano y vertientes inclinadas' que constituye la depresión dónde se asienta la parroquia.
Según una hipótesis más reciente del lingüista Edelmiro Bascuas, el nombre de Arteixo, documentado como Artasio en el siglo X, contendría un derivado de una raíz indoeruopea *er- 'fluir, moverse', de significado hidronímico (referida a las aguas, a las corrientes fluviales, etc.).
Estas dos teorías no son contradictorias.
Otra posibilidad es que el nombre de los ártabros, pueblo prerromano que habitaba la zona, esté relacionado con el topónimo Arteixo. La terminación -eixo (asio) también procede de un sufijo de origen prerromano.
En julio de 2001 la Comisión de Toponimia de Galicia estableció la denominación oficial de todas las entidades de población del territorio municipal de Arteijo y aprobó la solicitud presentada por las autoridades locales para asignarle el mismo nombre de Arteixo a la villa de la capital del municipio, correspondiente a la localidad históricamente denominada A Baiuca.

## Historia

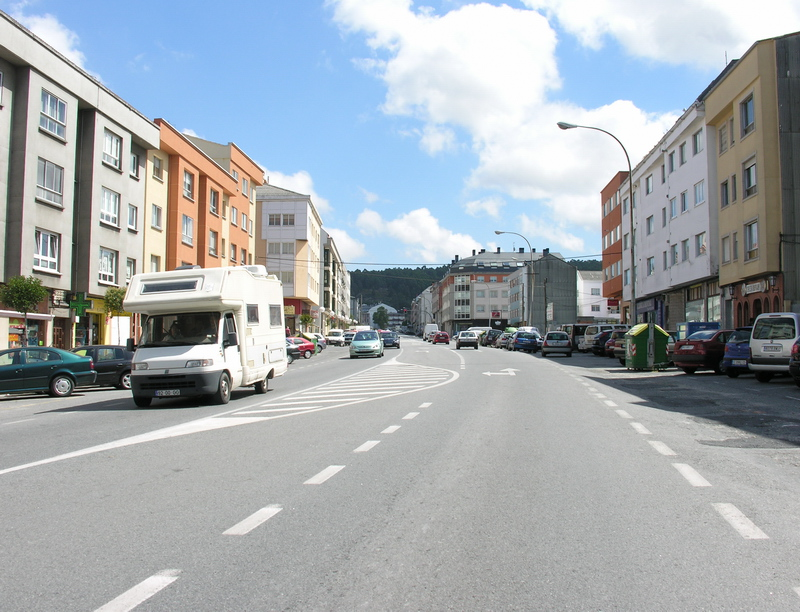
Vilarrodís

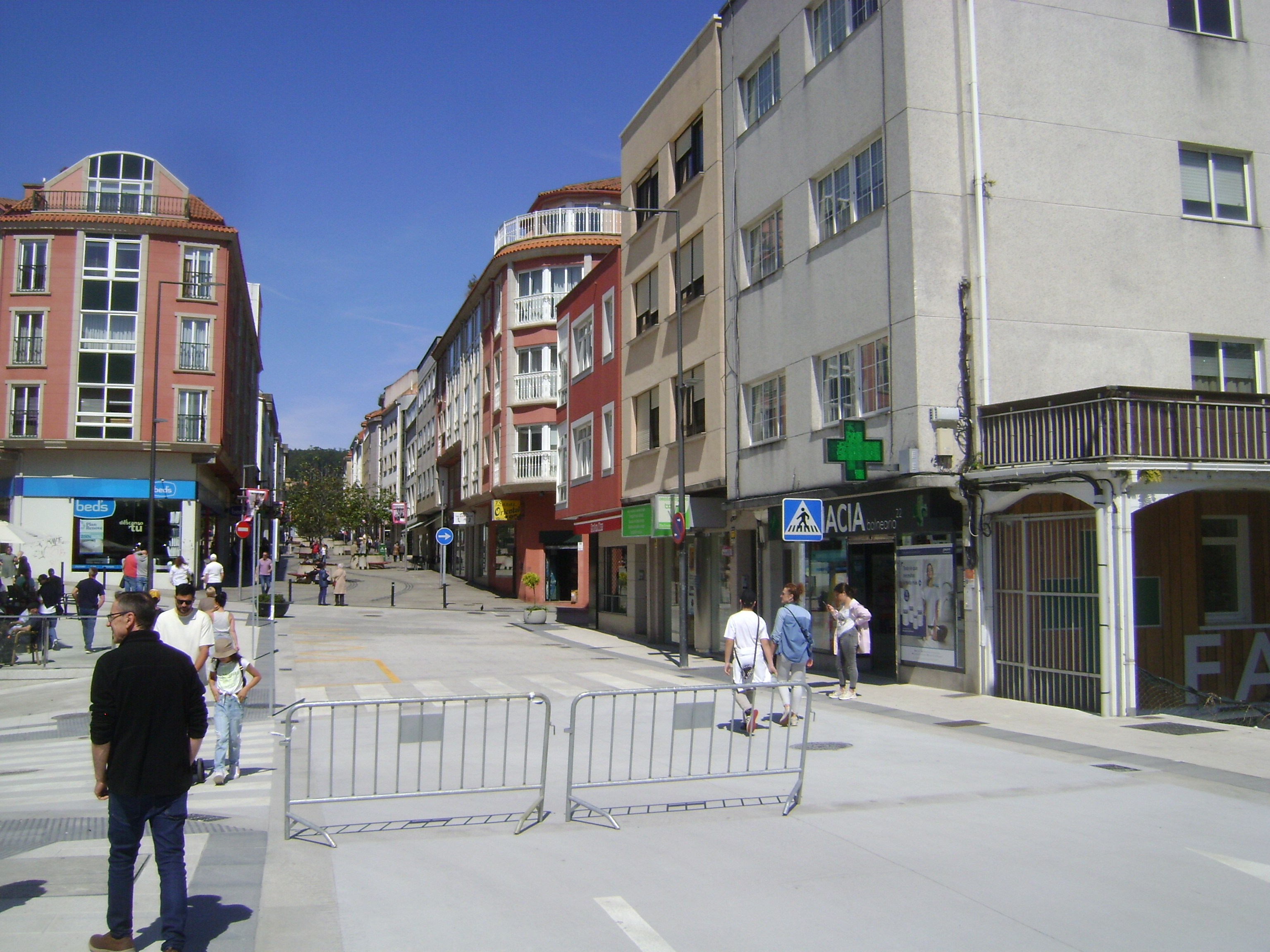
Calle en Arteijo

La mención más antigua de la localidad es como Artasio, en un documento del año 942 recogido en el tumbo del monasterio de Celanova: "in Faro ex dato tie mee domne Gunterodis, Artasio".
Las tierras de Arteijo pertenecían en la Administración Eclesiástica a la diócesis de Santiago, al arcedianado de Nendos y al arciprestado de Faro.
En el antiguo régimen, las parroquias que constituían el municipio de Arteijo (1836) pertenecían a las jurisdicciones de Anzobre, La Coruña, Erboedo, Morás y Soandres; había también los cotos de Oseiro, Suevos, Loureda y Morás.
En los censos y nomenclátores del siglo XIX y del XX figura A Baiuca como capital del municipio de Arteijo. El nombre de Arteijo no procede de una entidad singular de población, pues cuando nació no había ninguna entidad dentro del término que lo llevara. La parroquia de Arteijo, Santiago, es la que le da nombre al municipio.
Las excavaciones realizadas en el Campamento Costero de O Reiro (Chamín) se refieren la una comunidad mesolítica (10.000-5000 a. C.). Este yacimiento al aire libre, presenta una amplia dispersión de materiales, sobre todo industria lítica en cuarzo y cristal de roca. También hay algunos restos orgánicos (ciervos, jabalíes o vértebras de pescados...).
Mediante las excavaciones realizadas por el arqueólogo don Luis Monteagudo se descubrieron indicios de prospecciones mineras ya en la época protohistórica y romana. En los yacimientos de Rorís (Armentón) se encontró seis hachas nombradas de "tope".
La importancia de la cultura de castros en este municipio se refleja a través de los castros de las Croas (Armentón), Figueiroa, Laxobre y A Penouqueira (Arteijo), O Petón (Chamín), Castillo (Lañas), Mirón y Vigo (Larín), el Coto de Santa Locaia (Loureda), Freón (Monteagudo), Canzobre, Santa Icía y As Croas (Morás), Rañobre y Galán (Oseiro), el castro de Pastoriza en esta parroquia, Castillo (Sorrizo), O Cociñadoiro y O Puntido (Suevos).
La documentación más antigua de Arteijo que se conoce tiene fecha del 26 de septiembre del año 942, y figura en una relación de donaciones hechas al convento de Celanova por San Rosendo, su fundador. Arteijo aparece localizado en el territorio de Faro y procede de las propiedades que San Rosendo heredó de su tía dama Guntrode "In Faro ex dato tie mee domne Gunterodis, Artasio...". Así figura en el documento n.º 2 del tumbo de Celanova.
Lucas Álvarez recoge en su libro "San Paio de Antealtares, Soandres y Toques, tres conventos medievales gallegos" un documento del 25 de marzo de 1182 dónde doña Urraca González, con licencia de su hombre don Froilán Ramírez y de su hermano el conde don Gómez, concierta con el convento de Antealtares para la cesión de por vida del convento de Cambre y otras iglesias: Et monasterio Antealtarium trado monasterium de Moralibus cum suo cauto et hereditatibus et seruitialibus et familia, sicut eam ganauimus ego et uir míos de rege domno F. (ernando) cum heremita Sancti Martini, que habet iacemtiam inter Cuizum et Iermaniam, et cum hereditate de Arteixo cum tota sua hereditate de Ualuem, et cum hereditate de Neli et cum omnibus suis directuris in Fenalibus et in Messorio et per ubicumque inuenire poteritis tali....
En otra cita de un manuscrito del año 1510 de Vasco de Te atribuye hablando de la nobleza gallega ...digo yo y me afirmo en que tenía de renta tres mil y quinientas cargas de pan y de lo vi, contando al del Conde de Altamira y de doña Violante con lana mitad de Arteixo....
El término municipal de Arteijo pertenecía en la Edad Media a diversos señoríos entre los que figuran los descendentes de Gómez Pérez de Las Mariñas.

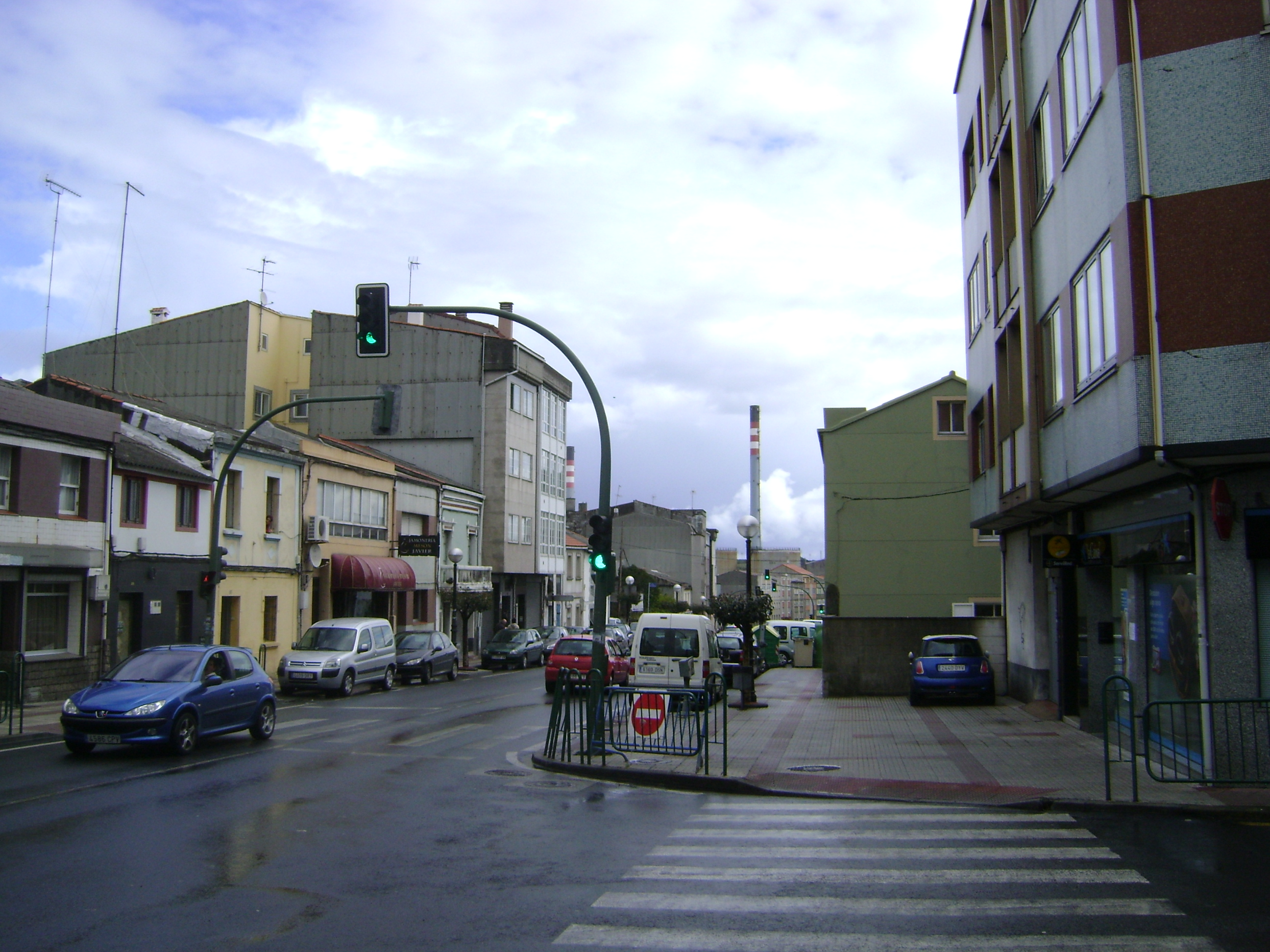
Meicende

En el año 1815 destaca en este municipio el hecho de que el mariscal Porlier organizara en el Balneario de esta villa el intento de derrumbar la restauración absolutista de Fernando VII, aunque no lo consiguió.

## Demografía
Arteijo cuenta con una población de 34 038 habitantes (INE 2024).
| Gráfica de evolución demográfica de Arteijo entre 1842 y 2021 |
| |
| Población de derecho según los censos de población del INE Población de hecho según los censos de población del INEEn estos censos se denominaba Arteijo: 1842, 1857, 1860, 1877, 1887, 1897, 1900, 1910, 1920, 1930, 1940, 1950, 1960, 1970 y 1981 |

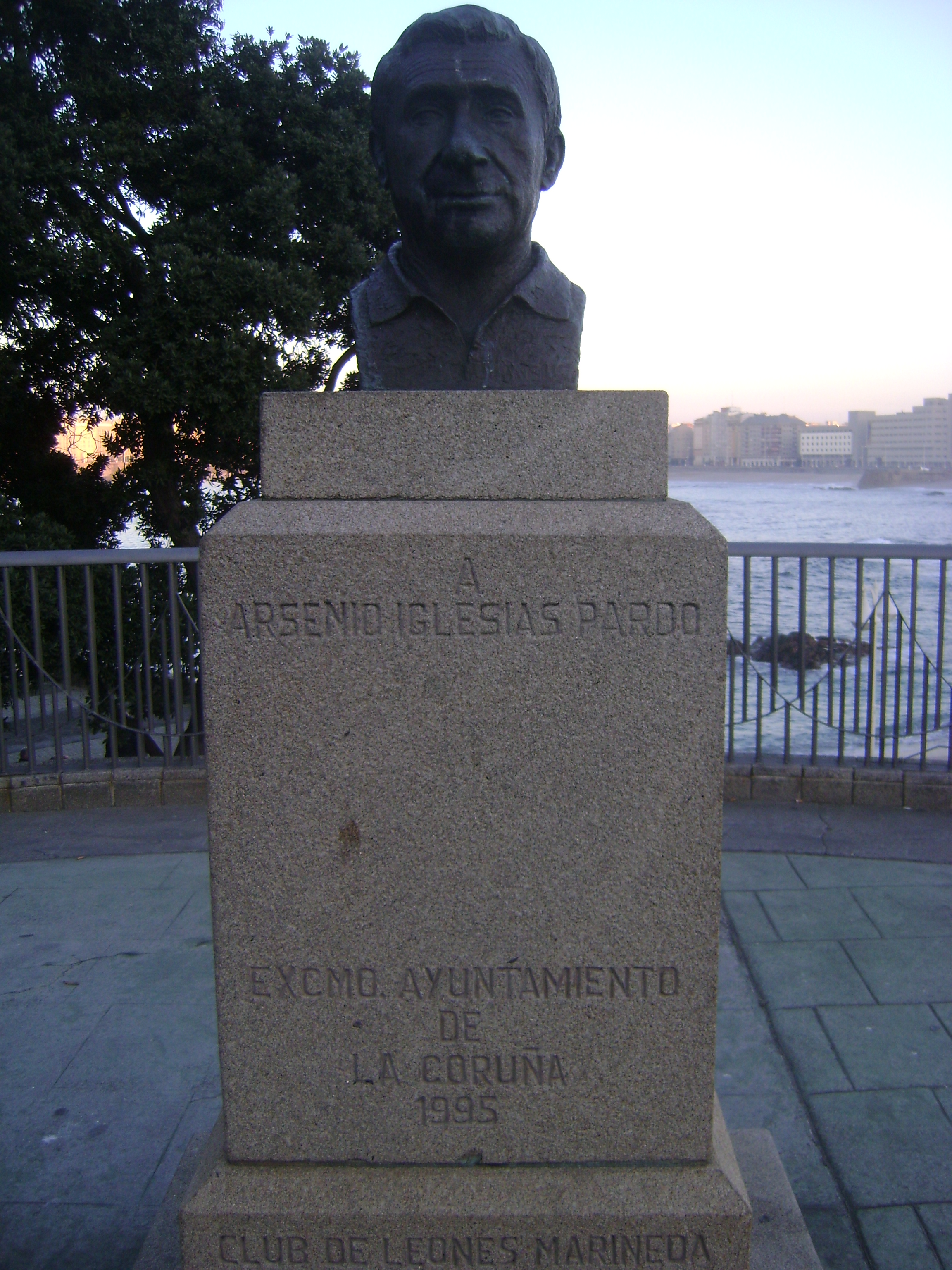
Busto del entrenador de fútbol Arsenio Iglesias, oriundo de Arteijo

Este municipio ha experimentado un fuerte crecimiento en los últimos años, motivado tanto por su expansión industrial como por su proximidad a la ciudad de La Coruña.
Los movimientos migratorios también le afectaron a este municipio y actualmente su economía viene marcada por la creación del polígono industrial de Sabón (1965) que supuso un importante revulsivo para la evolución económica y demográfica de esta zona.
Debido a su cercanía con La Coruña, en los últimos años Arteijo se ha convertido en una alternativa para residir, en el contexto del área metropolitana. Debido a un fuerte crecimiento demográfico, a que se ha hecho una rotonda y a una caótica expansión urbanística, se mezclan los núcleos rurales con los urbanos e industriales. Recientemente ha recibido inmigrantes procedentes principalmente de Marruecos y América Latina.

## Economía

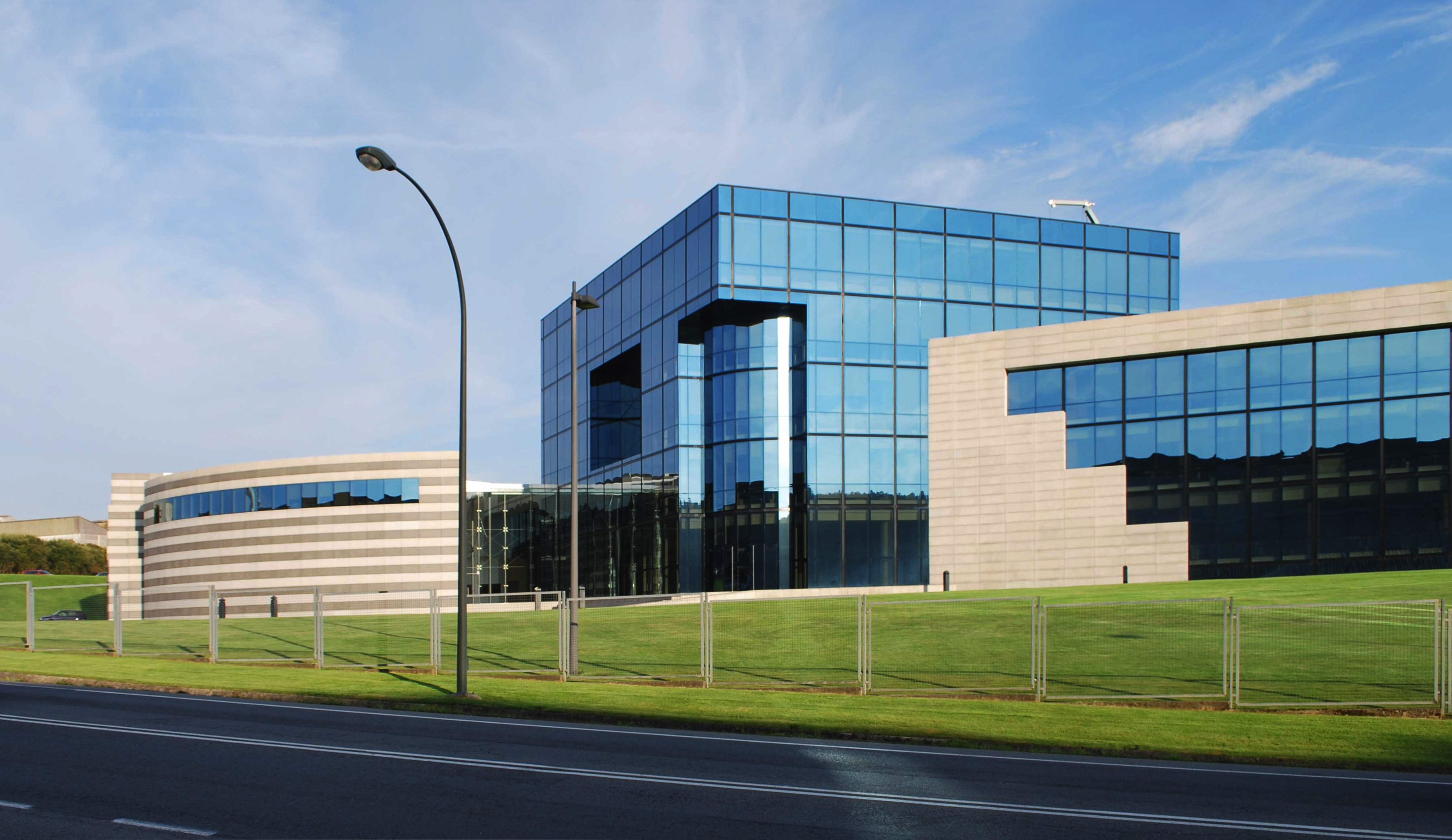
Sede de Inditex en el polígino de Sabón

El municipio dispone de uno de los polígonos industriales más importantes de Galicia; el polígono de Sabón, que dispone de unos tres millones de metros cuadrados, más de cien empresas y da empleo directo a más de cuatro mil quinientas personas.
En el municipio tiene su sede el primer grupo textil mundial, Inditex, así como su filial más importante, Zara, y sus filiales Kiddy's Class, Zara Home y Bershka (las demás filiales tienen su sede en la provincia de Barcelona y en Elche, excepto Pull and Bear, cuya sede se encuentra en la localidad de Narón).
Posee minas de estaño, titanio y wolframio.
Entre el término municipal de La Coruña y Arteijo está situada una refinería de Repsol así como industrias asociadas (véase CLH). En Arteijo también se ubica La Voz de Galicia, una planta de Pescanova y una fábrica de Ferroatlántica.
Desde el año 2007 se está construyendo en la península de Punta Langosteira (Suevos) el puerto exterior de La Coruña, el cual será uno de los más grandes de España con un dique de unos 3,5 km de longitud.

## Administración y política

### Gobierno municipal
| Partido político                                | 2023  | 2023  | 2023       | 2019  | 2019  | 2019       | 2015  | 2015  | 2015       | 2011  | 2011  | 2011       | 2007  | 2007  | 2007       |
| Partido político                                | %     | Votos | Concejales | %     | Votos | Concejales | %     | Votos | Concejales | %     | Votos | Concejales | %     | Votos | Concejales |
| Partido Popular de Galicia (PPdeG)              | 59,57 | 8519  | 14         | 52,53 | 7588  | 12         | 49,24 | 6890  | 13         | 47,30 | 6566  | 11         | 34,44 | 4632  | 8          |
| Partido dos Socialistas de Galicia (PSdeG-PSOE) | 18,07 | 2584  | 4          | 27,14 | 3920  | 6          | 16,53 | 2313  | 4          | 15,60 | 2165  | 3          | 23,74 | 3192  | 5          |
| Bloque Nacionalista Galego (BNG)                | 6,81  | 974   | 1          | 9,71  | 1403  | 2          | 11,23 | 1571  | 2          | 15,74 | 2185  | 3          | 17,04 | 2292  | 3          |
| Alternativa dos Veciños (AV)                    | 6,59  | 952   | 1          | 6,59  | 952   | 1          | 4,52  | 633   | 0          | —     | —     | —          | —     | —     | —          |
| Terra Galega (TEGA)                             | —     | —     | —          | —     | —     | —          | 7,53  | 1053  | 2          | 17,81 | 2473  | 4          | 22,71 | 3054  | 5          |

### Organización territorial
El municipio está formado por doscientos setenta entidades de población distribuidas en trece parroquias:
- Armentón (San Pedro)
- Arteijo[13](Santiago)[15]
- Barrañán (San Julián)[16]
- Chamín (Santa Eulalia)[14]
- Lañas (Santa Mariña)
- Larín (San Esteban)[17]
- Loureda (Santa María)
- Monteagudo (Santo Tomé)[18]
- Morás (San Esteban)[19]
- Oseiro (San Tirso)
- Pastoriza (Santa María)
- Sorrizo (San Pedro)
- Suevos (San Martín)[20]

Posible anexión de Cayón
En marzo de 2011 el ayuntamiento de Arteijo planteó la anexión de la parroquia de Cayón, perteneciente al municipio de Laracha. A nivel político generó polémica, ya que la oposición tachó dicha decisión de "imperialista".
A algunos vecinos sí les gustaría formar parte de un municipio mucho más grande y uno de los baluartes industriales de Galicia, si bien la mayoría ven el cambio con recelo.

## Cultura

### Fiestas y romerías
Por parroquias:
- En Arteijo (parroquia):
  - Santiago Apóstol. Fiesta patronal, 25 de julio.
  - As Flores. Fiesta gastronómica, último fin de semana de mayo.
  - Romaría da Pedra do Aguillón, junio.
  - Santa Eufemia, 16 de septiembre.
  - Feria historca 1900, tercer fin de semana de octubre
  - Santa Lucía, 13 de diciembre.
- En Armentón:
  - San Pedro Apóstol. Fiesta patronal, 29 de junio.
  - Os Remedios. Romería. Primer sábado de agosto.
- En Barrañán:
  - San Julián. Fiesta patronal, 7 de enero.
  - Sacramento. Segundo domingo de julio.
- En Chamín:
  - Santaia. Fiesta patronal, 10 de diciembre.
  - San Blas, febrero.
  - San Juan Bautista, 24 de junio.
- En Lañas:
  - Santa Marina de Aguas Santas. Fiesta patronal. 18 de julio.
  - San Amaro, enero y abril.
  - Nuestra Señora de los Milagros, noviembre.
- En Sorrizo:
  - San Pedro Apóstol. Fiesta patronal. 29 de junio.
  - Nuestra Señora del Carmen, 16 de julio.
  - San Mamés. 7 de agosto.
  - Nuestra Señora de Fátima, 13 de octubre.
- En Monteagudo:
  - Santo Tomé. Fiesta patronal, 21 de diciembre.
  - Corpus Christi, junio.
  - Santa Lucía, 13 de diciembre.
- En Larín:
  - San Esteban. Fiesta patronal, 26 de diciembre.
  - San Roque, 24 de agosto.
- En Loureda:
  - Asunción de Nuestra Señora. Fiesta patronal. 15 de agosto.
  - San Antonio de Padua. 13 de junio.
  - Nuestra Señora del Monte Carmelo, 16 de julio.
- En Oseiro:
  - San Tirso. Fiesta patronal, 28 de enero.
  - Nuestra Señora de Candelaria, 2 de febrero.
  - San Blas, febrero.
  - Nuestra Señora de la Luz, segundo fin de semana de julio.
- En Pastoriza:
  - Asunción de Nuestra Señora, 15 de agosto.
  - Romería gallega, agosto
  - San Miguel Arcángel. Romería, septiembre y octubre.
  - En otras localidades pertenecientes a esta Parroquia:
- En Meicende:
  - San José Obrero, 1 de mayo.
  - Festas da Nosa Señora, 15, 16, 17 y 18 de agosto.
- En Suevos:
  - San Martín. Fiesta patronal. 11 de noviembre.
  - Fiestas estivales. Primer domingo de agosto.
  - San Gregorio. 12 de marzo.
- En Morás:
  - San Esteban. Fiesta patronal. 26 de diciembre.
  - San Juan Bautista. 24 de junio.
  - San Pelayo mártir. Primer domingo de julio.
  - San Roque. 24 de agosto.

### Patrimonio

#### Arte religioso
Entre los monumentos religiosos presentes en el municipio destacan:
- Santuario de Pastoriza, barroco del siglo XVII, levantado en el solar ocupado por un antiguo templo románico del siglo XIII, derruido, del cual sólo se conserva el tímpano. Contiene una imagen de la virgen del siglo XIII.
- Iglesia de Santo Tirso de Oseiro, románica del siglo XII. Nave cubierta de madera con ábside rectangular agregado. Rosetón y molduras.
- Iglesia de Santa Mariña de Lañas, románica del siglo XII y principios del siglo XIII]. Nave con ábside rectangular. Arco triunfal apuntado sobre semicolumnas.
- Iglesia de San Tomé de Monteagudo, románica del siglo XII. Tres naves y tres ábsides semicirculares.
- Iglesia de Santaia de Chamín, románica.
- Iglesia de Santiago de Arteijo

#### Arte civil
Los monumentos civiles más destacados del municipio son:
- Balneario, en el centro de la villa cuya existencia se remonta al año 1760. Se reconstruyó a principios del siglo XX. En una inscripción de la fuente para la bebida figura el año 1899; la galería de baños es de ese año, y la reforma de casas y hospedería siguió hasta la década de 1920. En este Balneario, en 1815, el general Porlier, militar liberal, organizó el levantamiento en Galicia contra el rey Fernando VII de España, al abolir este la Constitución decretada por las Cortes de Cádiz, terminada la Guerra de la Independencia.

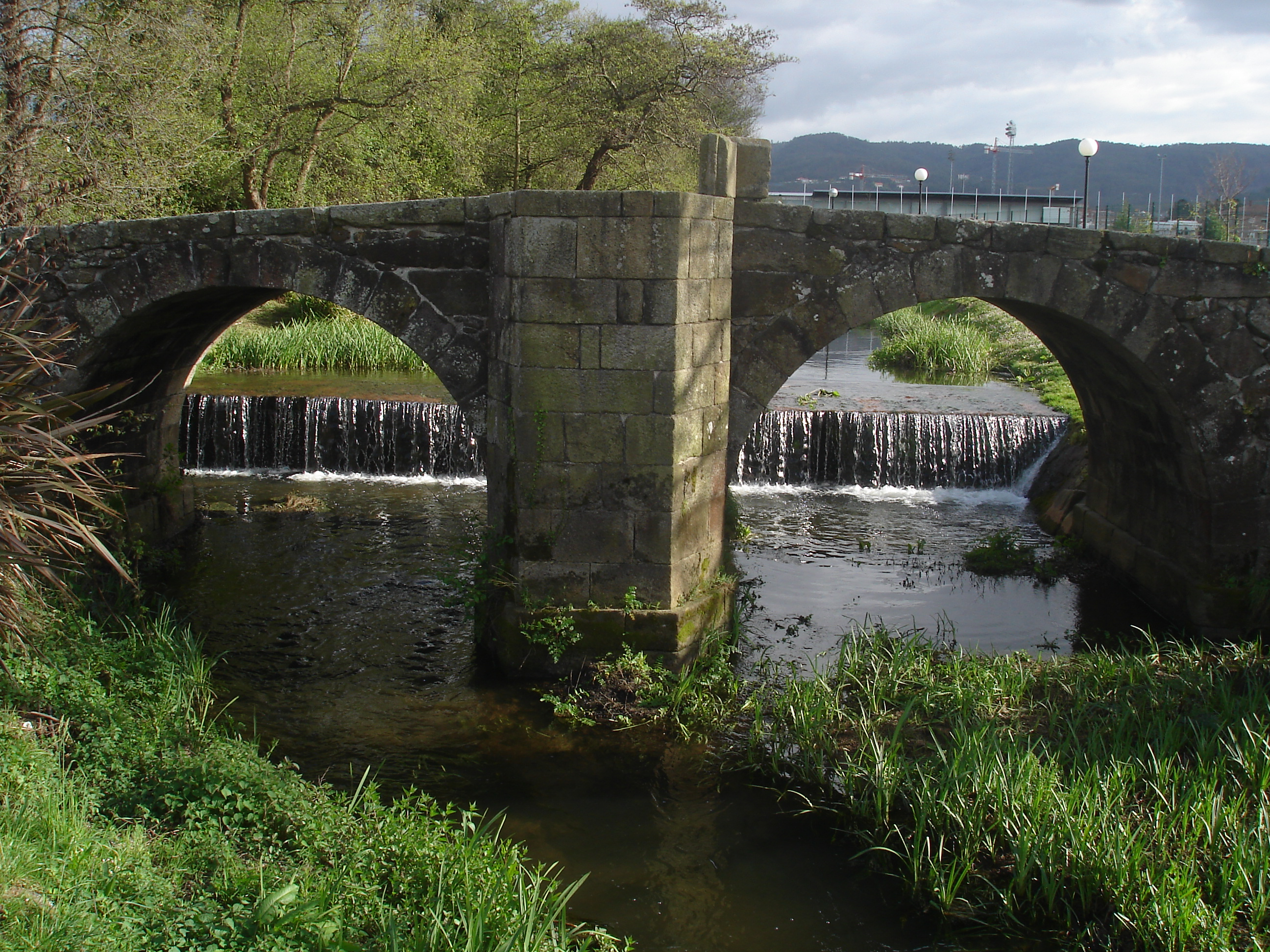
Ponte dos Brozos

- Ponte dos Brozos, sobre el que existen distintas apreciaciones respecto a su estilo y datación. Levantado mediante una curiosa sillería, deja dos vanos con luces de 4,40 metros y muestra un ligero peralte con rampas de acceso. Al parecer una vía romana atravesaba este municipio; se comprobó que el camino más antiguo que iba desde La Coruña hasta Bergantiños pasaba por Lendo, internándose en el municipio de Arteijo por el monte de A Estrela, con dirección a la iglesia de Monteagudo. Al salir de esta parroquia, el camino iba hacia la iglesia de Santaya, siguiendo por Vioño, Sisalde, subía al castro de Castillo y continuaba luego por Baer, Figueiroa, el Ponte dos Brozos, el puente de Oseiro (hoy inundado en el embalse de O Rexedoiro) y discurría hacia la iglesia románica de Oseiro.

- También el Pazo del Atín (Loureda), Pazo de Anzobre (Armentón), Pazo de Mosende (Lañas) y Pazo de las Covadas (Sorrizo).

#### Otros lugares de interés
- Área recreativa de Meicende
- Área recreativa de Monteagudo
- Área recreativa de Monticaño
- Paseo fluvial de Arteijo

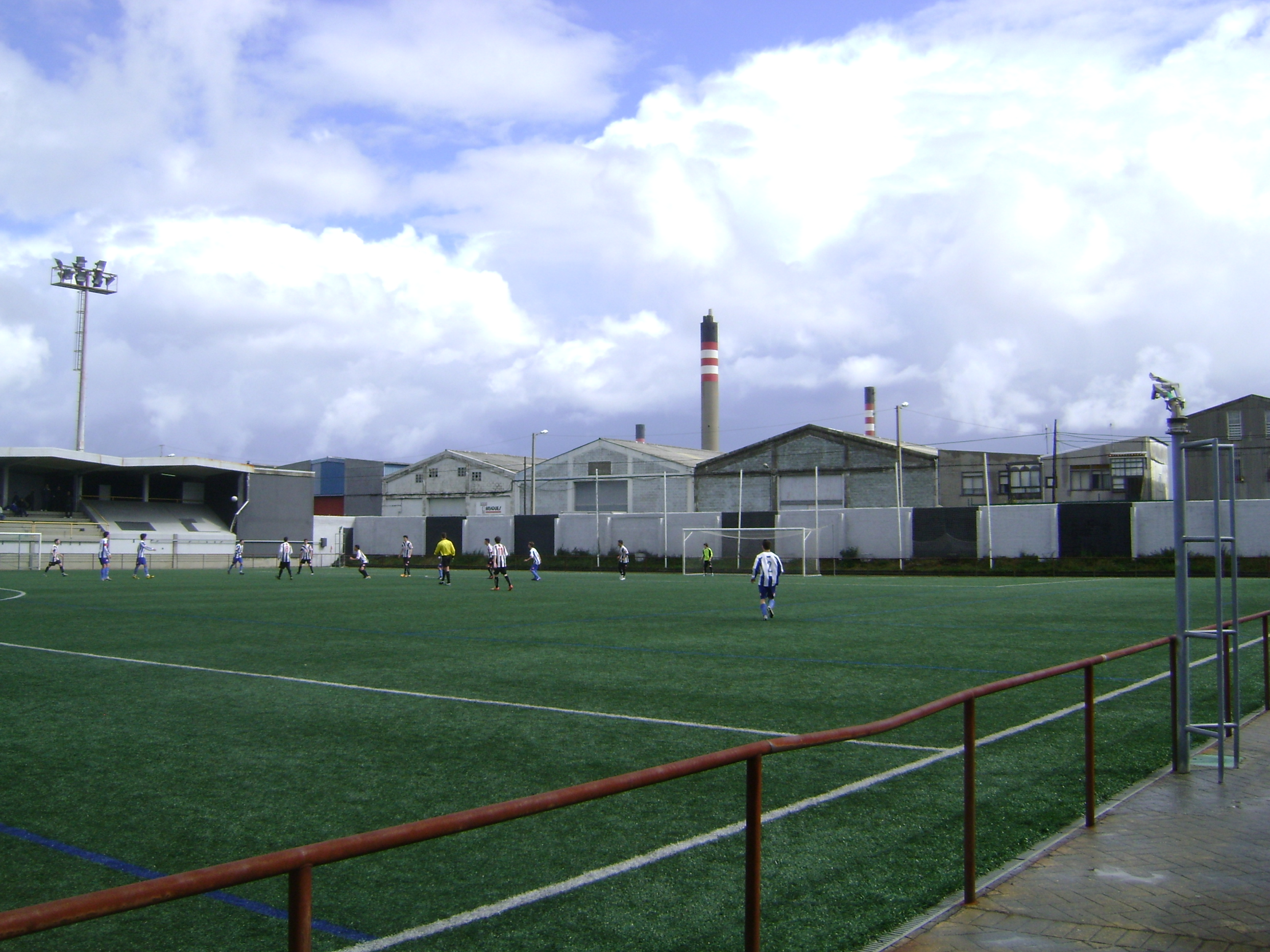
Partido de fútbol en Meicende

- Paseo marítimo de Arteijo-Barrañán
- Parque del Balneario
- Piscina municipal
- Área recreativa de Seixedo
- Club hípico de Morás
- Club hípico Los Porches (Morás)
- Club hípico Casas Novas (Larín)
- Club de golf Hércules (Larín)
- Club de golf A Zapateira
- Bosque y molinos de Sisalde (Barrañán)
- Casa consistorial de Arteijo
- Mirador de Monte de Angra (Barrañán)
- Mirador de Santa Locaia (Loureda)
- Mirador de Monticaño (Pastoriza)

## Deporte

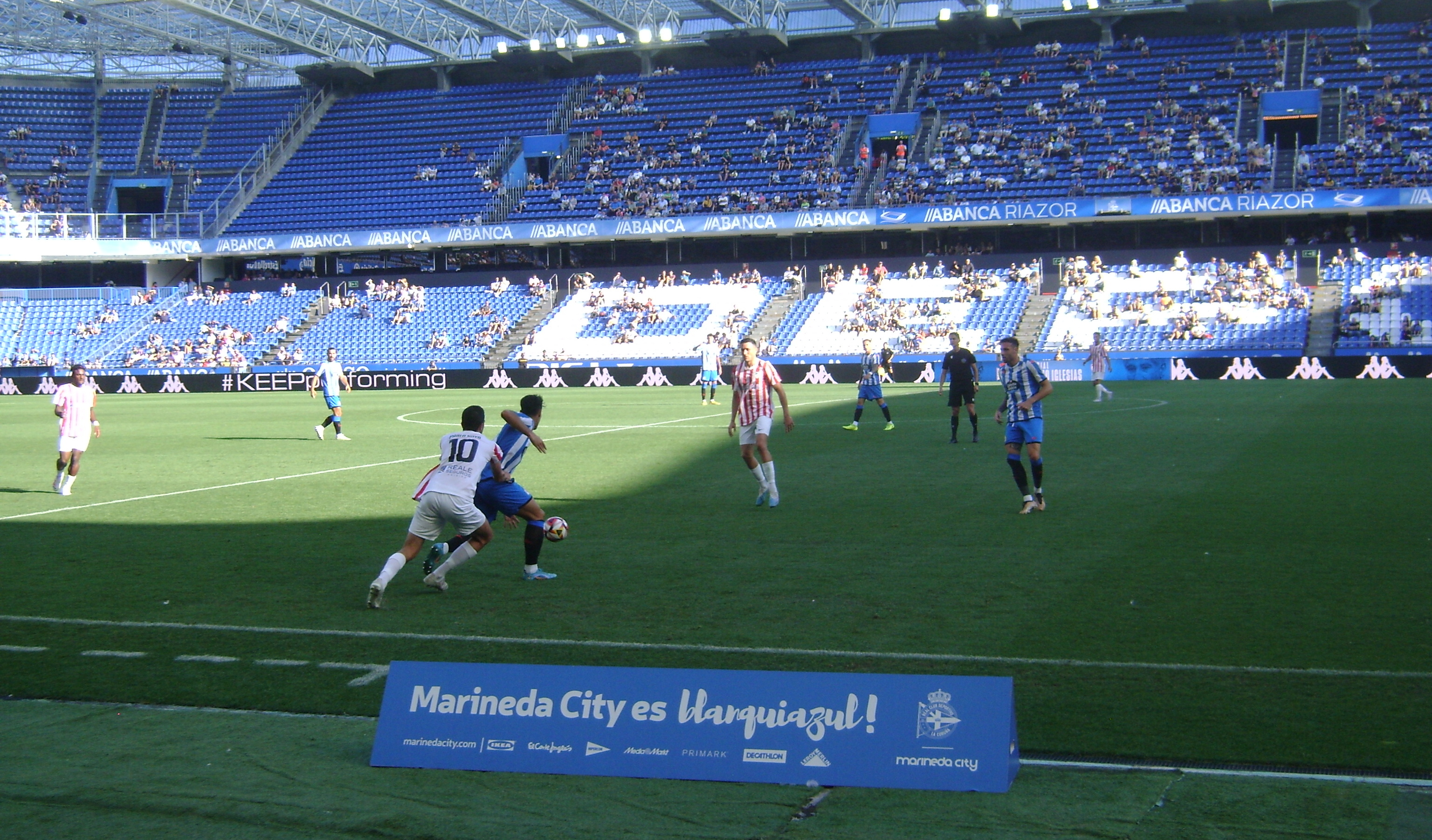
Partido disputado entre el Deportivo de La Coruña y el Atlético Arteixo

Arteijo tiene su propio equipo de fútbol, el Atlético Arteixo, el cual llegó a militar durante una temporada en Segunda división B. Actualmente se encuentra en Tercera Federación. Juega sus partidos como local en el campo municipal Ponte dos Brozos.
También dispone de uno de los mejores circuitos y con más tradición nacional de autocross, el Autocross Arteixo, y del centro ecuestre Centro Hípico Casas Novas.